# Photos de voyages
Albums de Francis Cabrel
Cabrel public
(1984) Cabrel 77-87
(1987)
Singles
1. Encore et encore
Sortie : 1985
2. Tourner les hélicos
Sortie : 1985
3. Je te suivrai
Sortie : 1986

Photos de voyages est le sixième album studio de Francis Cabrel sorti en 1985. 
Il sera certifié double disque de platine en France (pour 600 000 exemplaires vendus) le 30 mars 1999.

## Liste des titres
| 1.    | Tourner les hélicos              | Francis Cabrel                    | 4:10 |
| 2.    | L'Homme qui marche               | Cabrel                            | 4:25 |
| 3.    | Qu'est-ce que je viens de dire ? | Cabrel, Georges Augier de Moussac | 4:05 |
| 4.    | Je te suivrai                    | Cabrel                            | 4:15 |
| 5.    | Gitans                           | Cabrel                            | 4:40 |
| 6.    | Encore et encore                 | Francis Cabrel, Roger Secco       | 4:35 |
| 7.    | Le Lac Huron                     | Cabrel                            | 4:20 |
| 8.    | Lisa                             | Cabrel                            | 4:00 |
| 9.    | Docteur                          | Cabrel, Jean-Pierre Buccolo       | 4:19 |
| 10.   | Photos de voyages                | Cabrel                            | 4:20 |
| 42:40 |                                  |                                   |      |

## Musiciens
- Francis Cabrel: chant, guitare acoustique, guitare électrique (5)
- Denys Lable: guitares électriques
- Gérard Bikialo: claviers, direction cordes (5)
- Claude Salmiéri: batterie
- Bernard Paganotti: basse
- Patrick Bourgoin: saxophone, cuivres (1)
- Marc Chantereau: percussions
- Guy Battarel: programmation PPG
- Michel Françoise: guitare électrique(1)
- Alex Perdigon: cuivres (1)
- Kako :cuivres (1)
- Roger Secco: chœurs (2)
- Kamil Rustam: guitare électrique (3)
- Slim Pezin: guitare acoustique (3)
- Joe Hammer: percussions (3)
- Christophe Guiot: violon (5)
- Jean-Pierre Bucolo: guitare (5,9)
- Marcel Azzola: accordéon (8)
- Jean-Yves Bikialo: synthétiseur (8)

## Crédits
- Enregistrement au Studio du Palais des congrès de Paris (Emmanuel Guiot assisté d'Eric Berdeaux et de Serge Pauchard)
- Mixé à Comforts Place Studios, Surrey Angleterre par Tevor Vallis assisté de Mark Robinson
- Gravure : CBS Hollande
- Photo et conception pochette : Jean-Paul Seaulieu
- Photos pochette intérieure : Pascal Dacasa

## Charts & certifications
| Pays   | Durée du classement | Meilleur classement |
| ------ | ------------------- | ------------------- |
| France | 35 semaines         | 6e                  |

| Pays   | Certification | Ventes    | Date       |
| ------ | ------------- | --------- | ---------- |
| France | 2 × Platine   | 600 000 + | 30/03/1999 |

- Canada, or, 50 000, 20/08/1986[5]

| Single           | Chart   | durée du classement | Position | Date       |
| ---------------- | ------- | ------------------- | -------- | ---------- |
| Encore et encore | Top 100 | 17 semaines         | 14e      | 29/03/1986 |